# Priesnowka (rejon Kyzyłżar)
Priesnowka (kaz. Пресновка) – wieś w Kazachstanie, w obwodzie północnokazachstańskim, w rejonie Kyzyłżar. W 2009 liczyła 791 mieszkańców.